# Сан-Франсиско-де-Кончос
Сан-Франсиско-де-Кончос (исп. San Francisco de Conchos) — посёлок в Мексике, штат Чиуауа, входит в состав одноимённого муниципалитета и является его административным центром. Численность населения, по данным переписи 2010 года, составила 644 человека.

## История
Поселение было основано в 1604 году францисканскими монахами во главе с Фраем Алонсо да ла Олива, под названием Сан-Франсиско-де-Коямус. В 1645 году миссия, занимавшаяся евангелизацией индейцев племени кончос, которые проживали на этих землях вдоль реки Кончос, была разрушена индейцами других племён.
В 1685 году генерал Хуан Фернандес де Ретана восстановил поселение в виде острога под современным названием.
В период с 1700 по 1710 годы в поселение был возведён храм Святого Франсиска Ассизского.